# Müllabfuhr

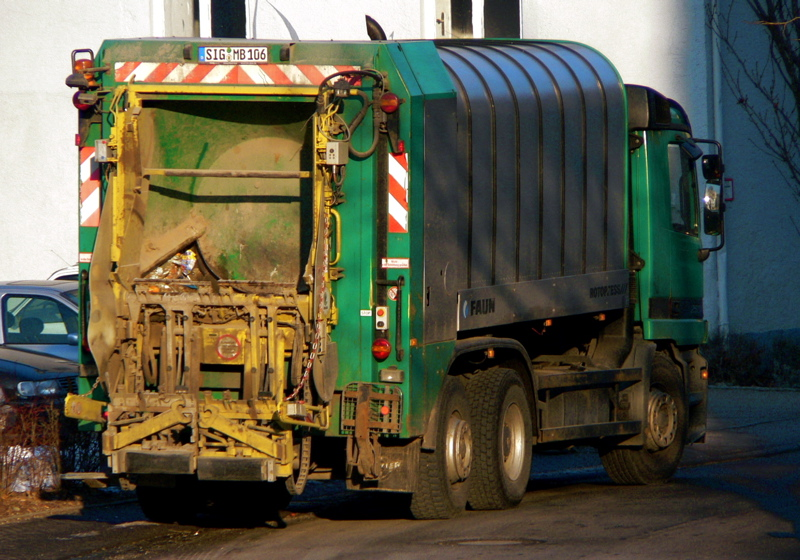
Müllwagen, Hecklader

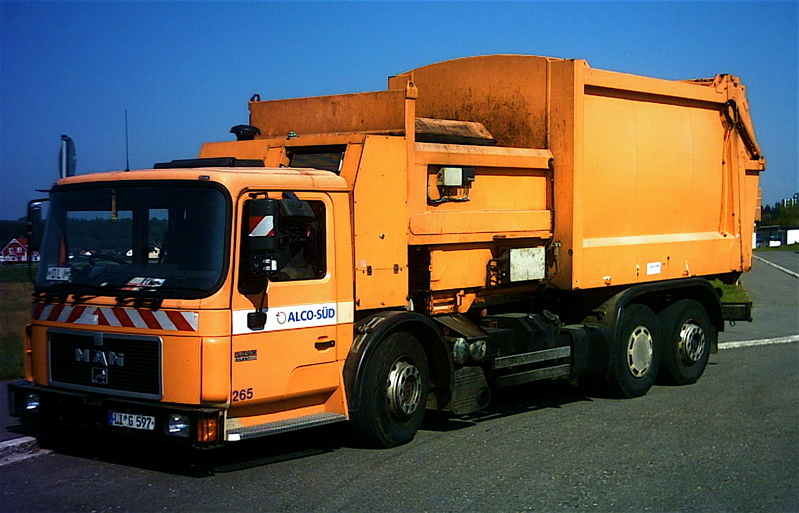
Müllwagen, Seitenlader

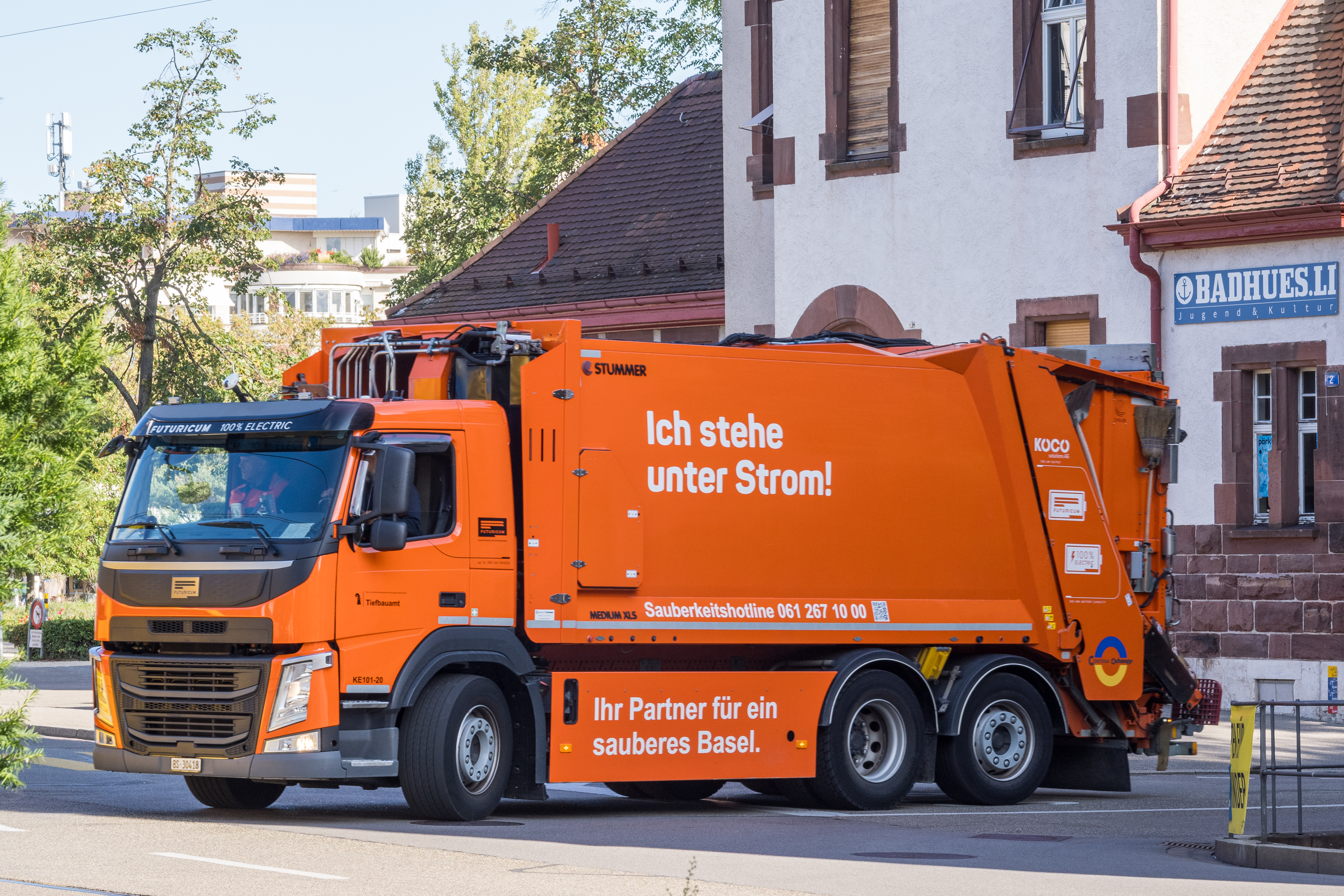
Elektro-Müllfahrzeug in Basel (2023)

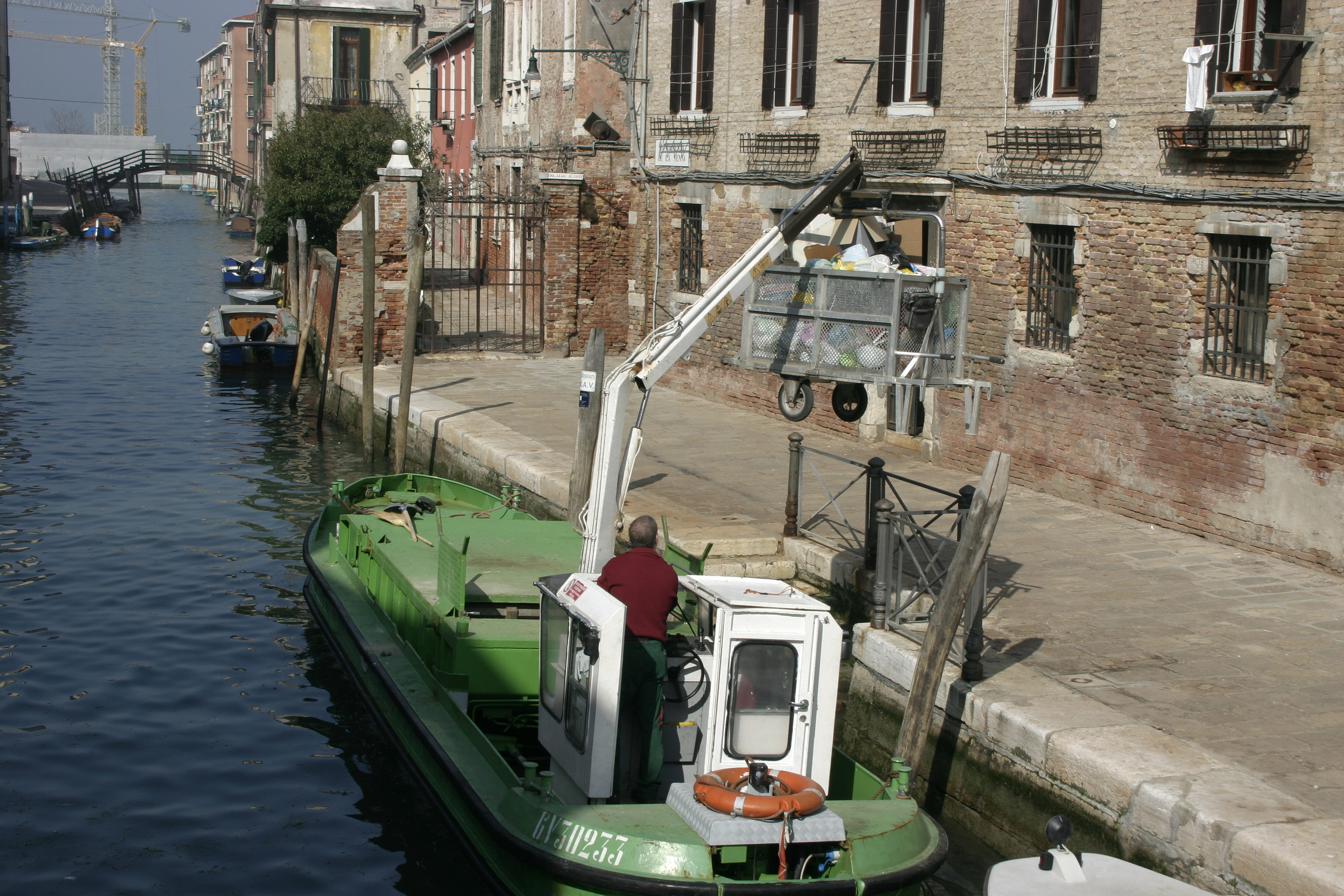
Müllabfuhr in Venedig

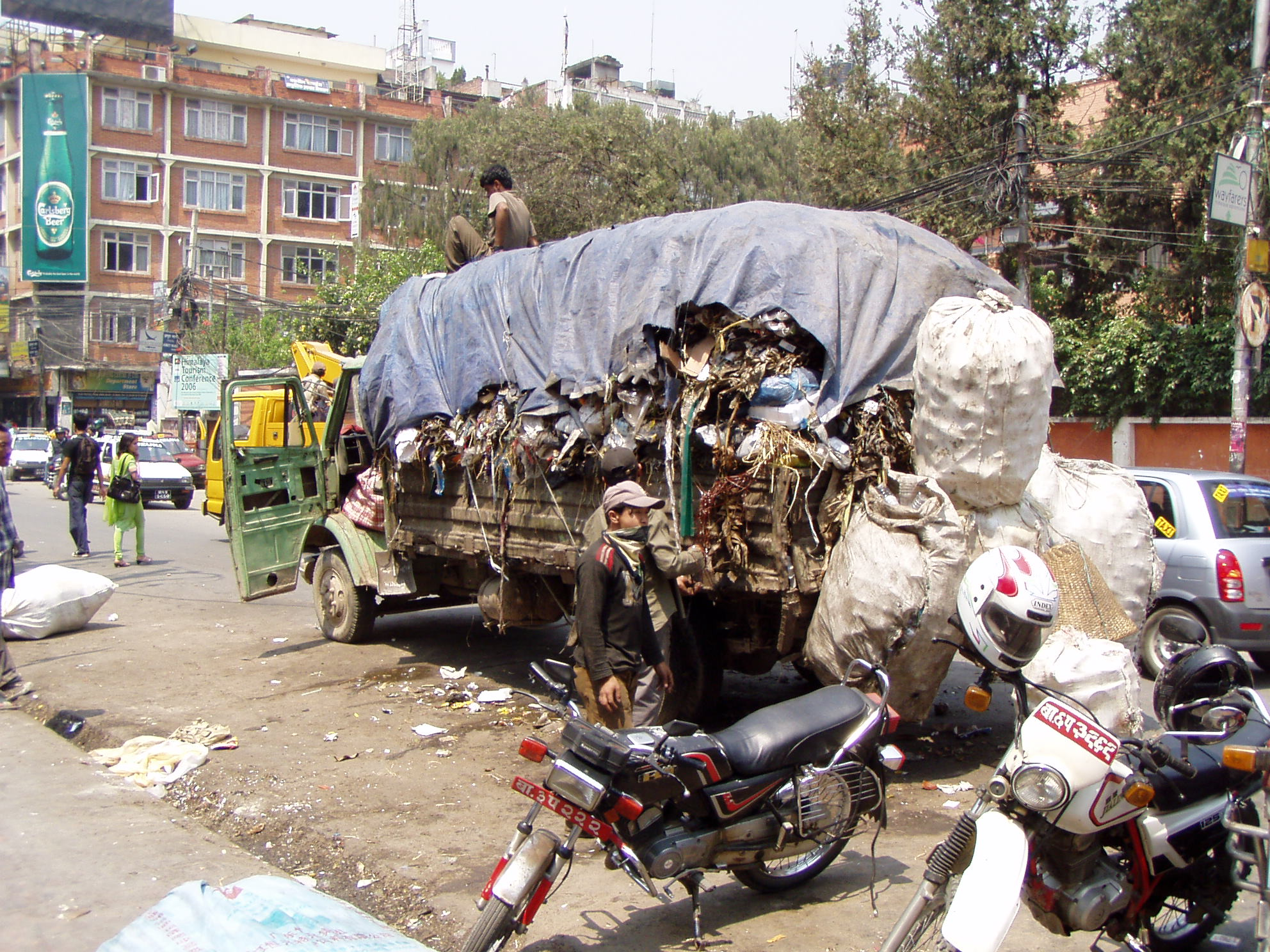
Müllabfuhr in Kathmandu (Nepal)

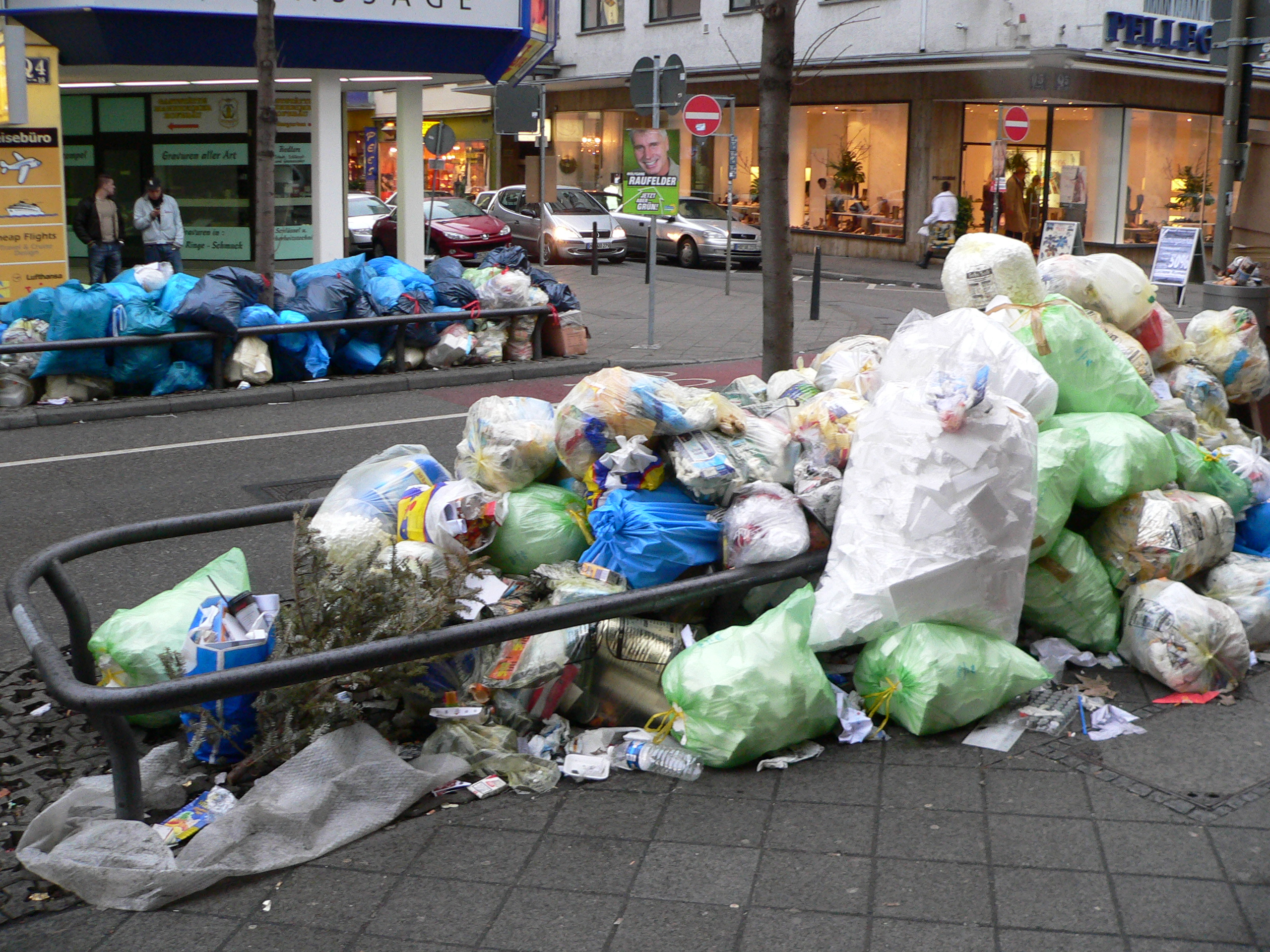
Berge von Müllsäcken in Mannheim infolge eines Streiks der Müllabfuhr

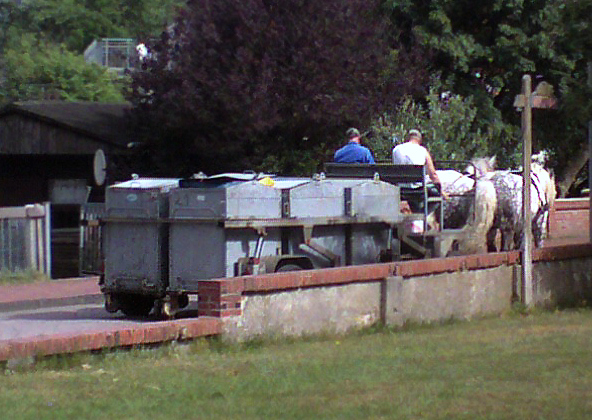
Müllabfuhr mit Pferdefuhrwerken auf der Nordseeinsel Juist

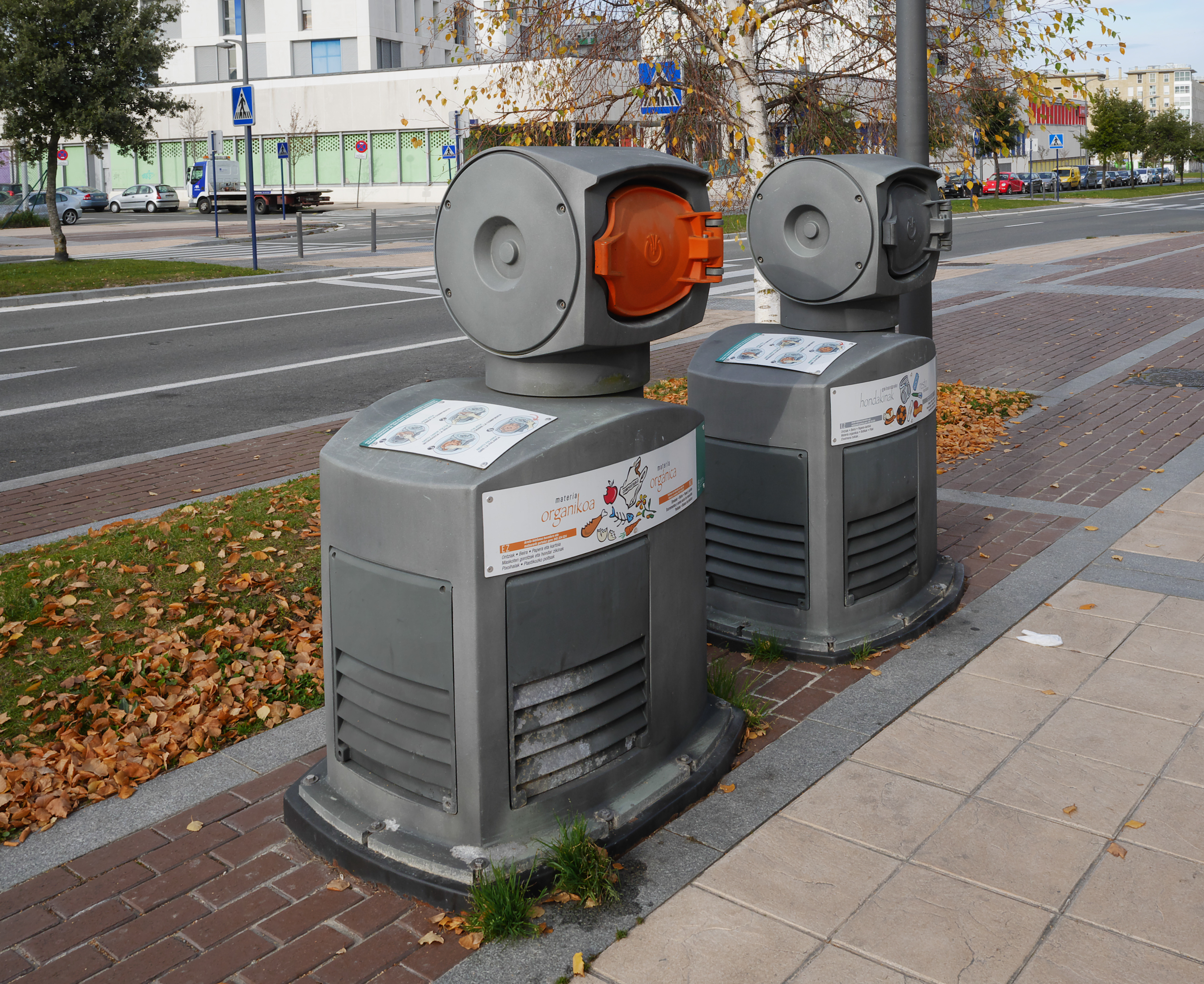
Pneumatisches Müllsammelsystem in Vitoria-Gasteiz, spanisches Baskenland

Mit Müllabfuhr oder schweizerisch Kehrichtabfuhr bezeichnet man generell die Beseitigung von Abfall durch Spezialfahrzeuge in städtischer bzw. kommunaler Regie.
Die für die Müllabfuhr eingesetzten Fahrzeuge (Müllwagen) müssen in Deutschland mit einem A-Schild gekennzeichnet sein.

## Geschichte
Ab dem 15. Jahrhundert schien es nicht mehr tragbar, Haus- und Gewerbeabfälle wie menschliche Exkremente auf Straßen oder in Stadtbäche zu schütten. Seither wurde Abfall aus den Städten auf die umliegenden Felder verbracht. Der Rat der Stadt Köln beschwerte sich im Jahr 1579, „dass die Einwohner es vor ihren Häusern und Erbschaften ganz unsauber und unrein halten“. Bis weit ins 20. Jahrhundert transportierte die Müllabfuhr den Müll meistens auf Müllhalden (siehe auch Deponie).
Die erste Müllverbrennungsanlage entstand 1874 in Nottingham (Vereinigtes Königreich Großbritannien und Irland) nach einem Patent von Albert Fryer. Im Jahr 1896 folgte nach der Choleraepidemie von 1892 Hamburg als erste deutsche Stadt.
Damals bestand der Hauptbestandteil des Hausmülls aus Rückständen der Verbrennung (Asche) in Küchenherden, Kohle- und Kachelöfen zur Gebäudeheizung. Besonders in städtischen Gebieten geschah die Entsorgung in sogenannten Ascheimern, für die Sammlung des Mülls wurden zunächst offene Pferdewagen eingesetzt. Damit der beim Auskippen der Tonnen aufgewirbelte Staub eingefangen wird, wurde 1893 in Berlin eine spezielle Form mit geschlossenem Aufbau entwickelt (sogenannter Staubschutzwagen), deren selbstschließende Öffnungen zu denen genormter eckiger Mülltonnen passten. Anfang des 20. Jahrhunderts begann die Motorisierung des Fuhrparks (siehe auch Automobil), zuerst mit Akkumulatoren betriebene Vorspannwagen und Nutzung der vorher durch Pferde gezogenen Abfuhrwagen, später durch den Einsatz von Fahrzeugen mit Verbrennungsmotor.
Heute diskutiert man den Einsatz von mikroprozessorunterstützten Müllabholverfahren, um die Leerungen bedarfsabhängig vornehmen zu können und so Kosten zu sparen. Unter dem Begriff Dustbot (engl. Schmutzroboter) werden mehrere verschiedene in Entwicklung befindliche Roboter zusammengefasst, die selbstständig Müll beseitigen können.
Ende der 1970er Jahre tauchten in Deutschland die ersten Altglas-Container auf, Mitte der 1980er Jahre dann Altpapier-Container und ab den 1990er Jahren Mülltonnen für mit dem Grünen Punkt gekennzeichneten Verpackungsabfall und die Biotonne für kompostierbaren Abfall. Die Müllabfuhr differenzierte also immer stärker den Müll im Bestreben, dem Recycling-Gedanken der aufkommenden Umweltschutzbewegung zu entsprechen. Da „Plastik nicht gleich Plastik“ ist, wäre eine weitere Ausdifferenzierung gerade im Bereich Verpackungsabfall wünschenswert, jedoch für Verbraucher schwer umzusetzen. Daher gibt es zum einen Bestrebungen, in der Müllbehandlung vollautomatisch verschiedene Polymersorten voneinander zu trennen, zum anderen Pfandsysteme wie das Pfand auf Getränkebehälter, die – ob beabsichtigt oder nicht – sehr reine Stoffströme erzeugen, die für das Recycling deutlich besser geeignet sind als „wilde Mischungen“ und Verbundstoffe. So können zum Beispiel Einwegflaschen, die größtenteils aus Polyethylen bzw. Polyethylenterephthalat gefertigt werden, deutlich einfacher recycelt werden, wenn sie über Rückgabeautomaten entsorgt werden, als bei Entsorgung über den Hausmüll. Mittels RFID-Chips oder gewöhnlicher Strichcodes können Automaten darüber hinaus (bei unbeschädigten Verpackungen) schneller und zuverlässiger verschiedene Materialien unterscheiden als manuelle Auslese der Recyclingcodes möglich wäre.

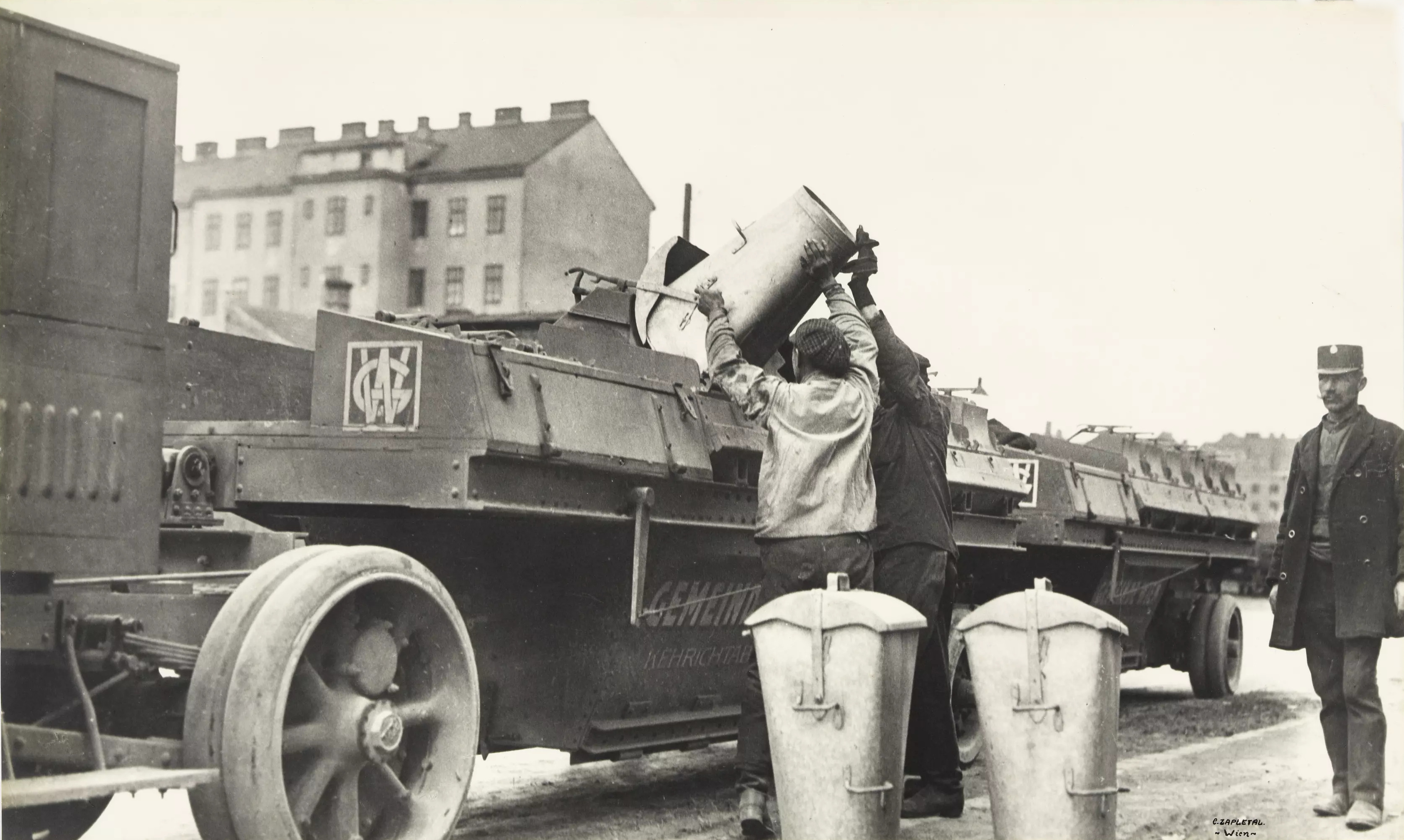
Coloniawagen in Wien, um 1925
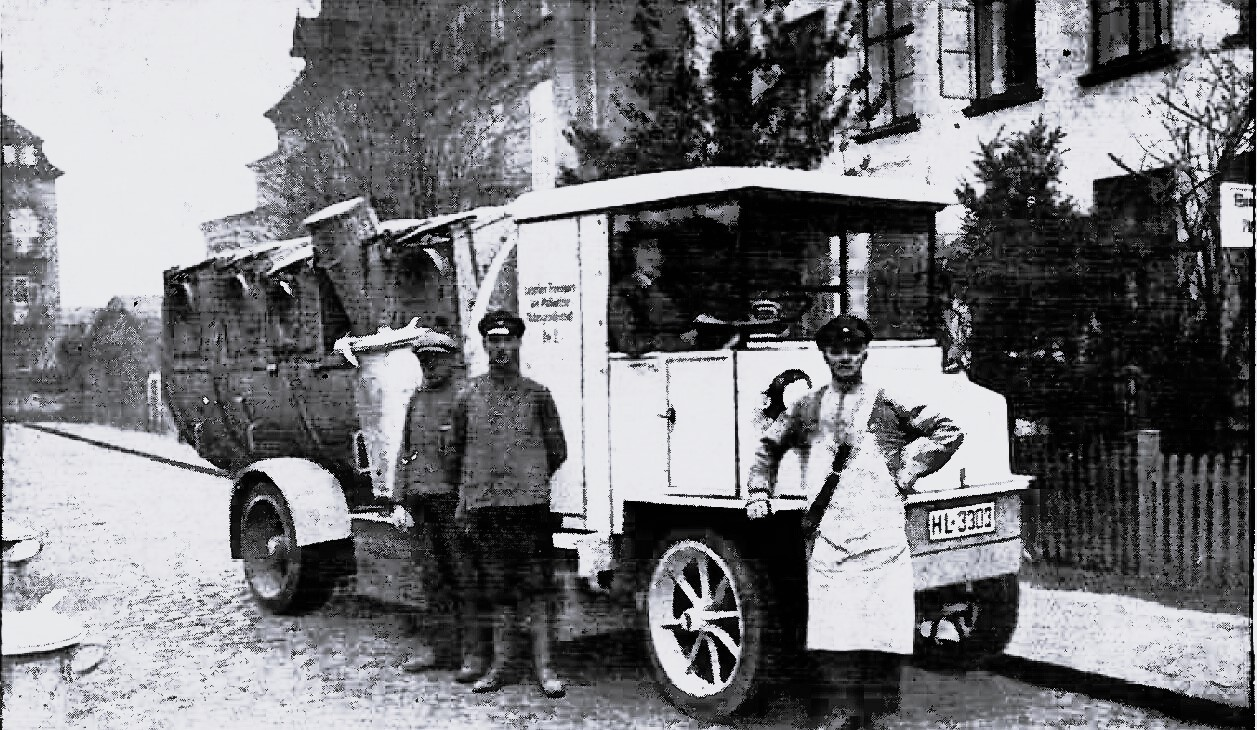
Müllabfuhr in Lübeck, 1928
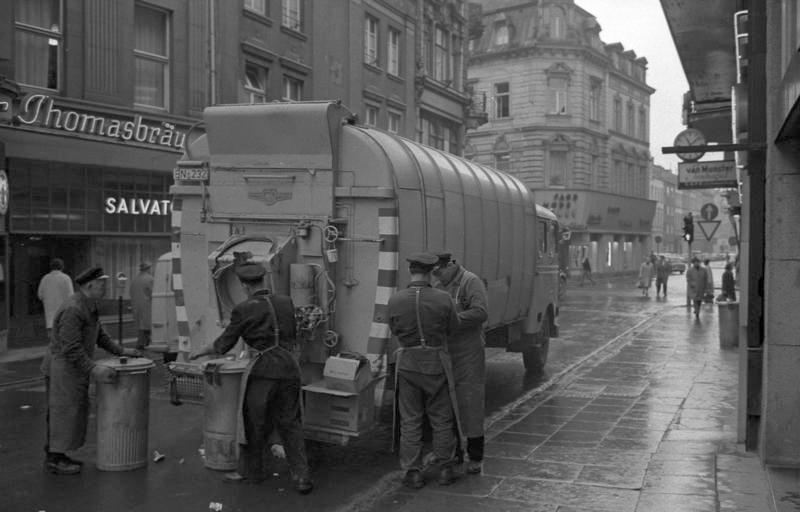
Müllabfuhreinsatz in Bonn, 1962

## Ablauf
Das gesamte abzufahrende Gebiet ist in einzelne Abfuhrbezirke eingeteilt, die planmäßig angefahren werden. An den entsprechenden Tagen wird der Hausmüll durch die Haushalte in Müllsäcken oder in dafür vorgesehenen Mülltonnen, vor dem Haus oder an einem Abholpunkt deponiert. Besonders in der Schweiz muss für diese Müllsäcke eine Sackgebühr entrichtet werden. Die Leerung der Hausmülltonnen kann zweiwöchentlich, wöchentlich oder auf Wunsch auch häufiger erfolgen. Da das reguläre Müllfahrzeug wegen seiner Schüttung zum Transport von Sperrmüll ungeeignet ist bzw. der Sperrmüll gesondert entsorgt oder verrechnet wird, muss man ihn gesondert abholen lassen. Im Frühjahr und Herbst können in ländlichen Gegenden Grünabfälle wie Baum- und Strauchschnitt von der Müllabfuhr eingesammelt und kompostiert werden. Oft bietet der jeweilige Entsorgungsbetrieb auch die Abholung von Weihnachtsbäumen an. Das Personal der Müllabfuhr muss während der Arbeit in Deutschland Warnwesten tragen, um die eigene Sicherheit zu erhöhen.
Wertstoffe (Altpapier, Altglas und Verpackungen) transportiert in der Regel eine private Müllabfuhr. Da es hier meistens Spezialtonnen gibt, benötigt man dafür Müllfahrzeuge, die mit dem System der Hausmülltonnen nicht kompatibel sind. Hier sind Frontlader und Hecklader im Einsatz, aber auch spezialisierte Müllfahrzeuge.
Regelmäßig auftretende Probleme sind die stark zugeparkten oder zugewachsenen Straßen, wo nicht nur die Müllabfuhr, sondern auch Rettungsdienste oft an ihre Grenzen stoßen. Ein Lösungsansatz ist, wie z. B. in Barcelona in engstraßigen Vierteln, die ausschließlich nächtliche bzw. frühmorgendliche Abholung des Mülls.
Nachdem der Müll eingesammelt ist, wird er weiterverarbeitet: Der werthaltige Müll wie Altpapier und Altglas wird in dafür spezialisierten Betrieben aufbereitet und fließt zum überwiegenden Teil wieder in die Produktion von Neuware ein. Aus hygienischen Gründen dürfen jedoch daraus keine Lebensmittelverpackungen hergestellt werden. Der Hausmüll kommt in Deutschland (seit dem 31. Mai 2005), in Österreich (ab dem 31. Dezember 2004 bzw. seit dem 31. Dezember 2008) und in der Schweiz (größtenteils seit dem 1. Januar 2000) in eine Müllverbrennungsanlage, mechanisch-biologische Anlage oder in anderen Ländern unbehandelt auf die Deponie.

## Politik
Die Müllabfuhr wird in der Regel als Müllabfuhr-Zweckverband für ländliche Kommunen, als kommunaler Eigenbetrieb oder als Unternehmen im kommunalen Besitz betrieben. Immer häufiger werden die Abfuhrdienstleistungen aber auch durch eine Ausschreibung an Privatunternehmen vergeben, die dann im Auftrag der Kommunen die Abfälle einsammeln. Aber auch viele Gewerbebetriebe beauftragen separate Entsorgungsfirmen, die die verschiedenen Abfälle einsammeln. So kann es sein, dass ein und dieselbe Abfallart in einem Entsorgungsgebiet mehrere Male pro Woche von verschiedenen Firmen eingesammelt wird.
In der Politik diskutiert man seit Mitte der 1970er Jahre über die Privatisierung der Müllabfuhr. In der Regel führte dies nur zu einer Änderung der Rechtsform des Müllabfuhrunternehmens mit gleich bleibendem kommunalem Eigentümer. Durch das seit einigen Jahren geltende Vergaberecht sind die Betreiber der kommunalen Müllabfuhr gehalten, den wirtschaftlich günstigsten Anbieter für die Verbrennung des Hausmülls zu bedienen. Dies führt zu ökologisch nicht vertretbarem sogenannten Mülltourismus, da der Inhalt der Fahrzeuge dann oft nicht in der nächstgelegenen Anlage entsorgt wird.

## Beruf
Die Personen, die den Müll entsorgen, nennt man Müllwerker, Mülllader, „Müllkutscher“ oder umgangssprachlich Müllmänner. Hierfür war früher keine besondere Ausbildung erforderlich und oft wurden ab den 1960er Jahren sogenannte Gastarbeiter zu geringen Löhnen eingesetzt, bis 1984 der Ausbildungsberuf Ver- und Entsorger geschaffen wurde.
Heute gilt der Müllwerker in der Entsorgungswirtschaft als Ausbildungsberuf. So ist die Fachkraft für Kreislauf- und Abfallwirtschaft seit dem 17. Juni 2002 in Deutschland ein staatlich anerkannter Ausbildungsberuf nach dem Berufsbildungsgesetz; in Österreich gibt es den Ausbildungsberuf des Entsorgungs- und Recyclingfachmanns, Bereich Abfall.
Die frühere Berufsbezeichnung bzw. der Ausbildungsberuf Ver- und Entsorger wird zu der Gruppe der sogenannten Umweltschutzberufe gezählt, zu denen auch die umwelttechnischen Ausbildungsberufe der Fachkraft für Abwassertechnik, Fachkraft für Wasserversorgungstechnik und die Fachkraft für Rohr-, Kanal- und Industrieservice gehören.